# Гриндейл (Висконсин)
Гриндейл (англ. Greendale) — деревня в округе Милуоки, штат Висконсин (США). По данным переписи за 2010 год число жителей города составляло 14 046 человек, по оценке Бюро переписи США в 2015 году в городе проживало 14 333 человека. Гриндейл находится на юго-западе от города Милуоки и входит в метрополитенский статистический ареал Милуоки.

## Географическое положение
По данным Бюро переписи населения США деревня имеет общую площадь в 14,43 км², из которых 0,03 км² занимают открытые водные пространства.

## История
Гриндейл — один из трёх городов «зеленого» («green») пояса — городов построенных правительством США во время Великой депрессии. Программа строительства городов была частью Нового курса президента Франклина Рузвельта. Целью программы было создание рабочих мест в сфере строительства, предоставление хорошего жилья для семей с низкими доходами, развитие рынка жилья. Вся собственность принадлежала государству, жители только снимали жилье. В 1949 году начался процесс приватизации. Процесс передачи собственности закончился к 1952 году. 

## Население
| Год переписи | Нас.  |  | %±     |
| ------------ | ----- |  | ------ |
| 1940         | 2527  |  | —      |
| 1950         | 2752  |  | 8,9%   |
| 1960         | 6845  |  | 148,7% |
| 1970         | 15089 |  | 120,4% |
| 1980         | 16928 |  | 12,2%  |
| 1990         | 15128 |  | −10,6% |
| 2000         | 14405 |  | −4,8%  |
| 2010         | 14046 |  | −2,5%  |
| 2015         | 14333 |  | 2%     |

По данным переписи 2010 года население Гриндейла составляло 14 046 человек (из них 46,6 % мужчин и 53,4 % женщин), в городе было 6075 домашних хозяйств и 4016 семей. На территории деревни была расположена 6294 построек со средней плотностью 436,2 построек на один квадратный километр суши. Расовый состав: белые — 92,8 %, афроамериканцы — 1,2 %, азиаты — 3,1 %.
Население деревни по возрастному диапазону по данным переписи 2010 года распределилось следующим образом: 22,1 % — жители младше 18 лет, 2,4 % — между 18 и 21 годами, 53,3 % — от 21 до 65 лет и 22,2 % — в возрасте 65 лет и старше. Средний возраст населения — 45,3 лет. На каждые 100 женщин в Гриндейле приходилось 87,4 мужчин, при этом на 100 совершеннолетних женщин приходилось уже 83,1 мужчин сопоставимого возраста.
Из 6075 домашних хозяйств 66,1 % представляли собой семьи: 52,5 % совместно проживающих супружеских пар (18,7 % с детьми младше 18 лет); 10,0 % — женщины, проживающие без мужей и 3,6 % — мужчины, проживающие без жён. 33,9 % не имели семьи. В среднем домашнее хозяйство ведут 2,31 человека, а средний размер семьи — 2,87 человека. В одиночестве проживали 30,1 % населения, 17,0 % составляли одинокие пожилые люди (старше 65 лет).

## Экономика

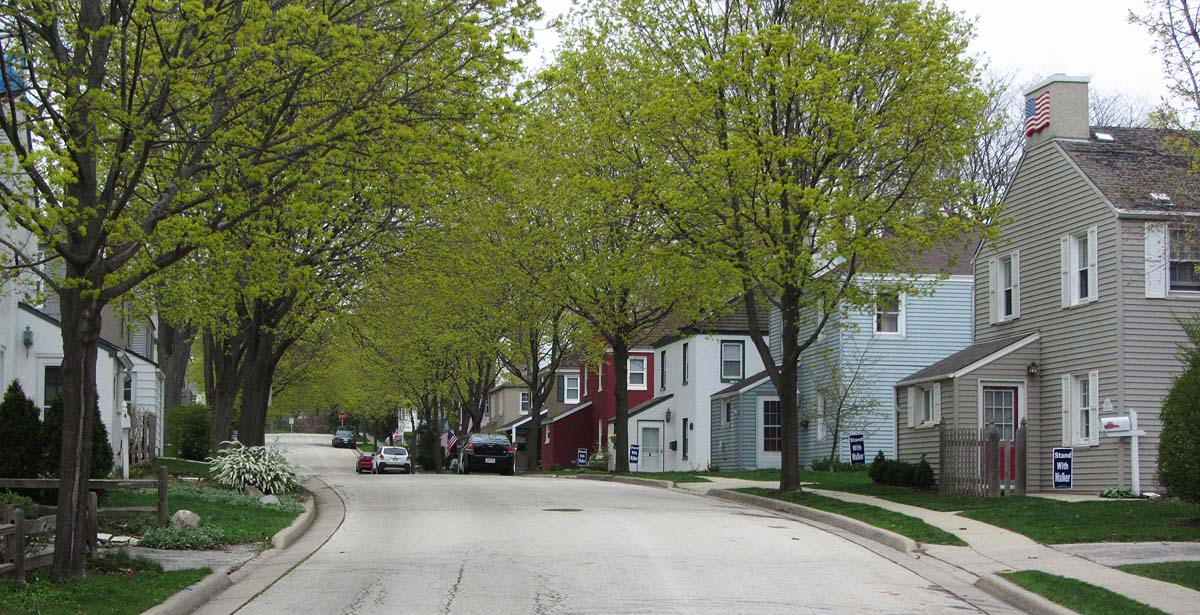
Исторический район Гриндейла

В 2014 году из 11287 человек старше 16 лет имели работу 6662. В 2014 году медианный доход на семью оценивался в 80 600 $, на домашнее хозяйство — в 63 480 $. Доход на душу населения — 32 151 $ в год.

## Достопримечательности
Объекты деревни, занесённые в Национальный реестр исторических мест США:
- Исторический район Гриндейла (#05000763 (недоступная ссылка))
- Дом Родеслей (#83003352 (недоступная ссылка))
- Ферма Тримборн (#80000170 (недоступная ссылка))
- Дом Джереми Кёртина (#72000060 (недоступная ссылка))